# Rue Paul-et-Jean-Lerolle
Pour les articles homonymes, voir Lerolle.
La rue Paul-et-Jean-Lerolle est une voie du 7e arrondissement de Paris, en France.

## Situation et accès
La rue Paul-et-Jean-Lerolle est une voie située dans le 7e arrondissement de Paris. Elle débute au 7, rue Fabert, fait un demi-tour et revient sur la rue Fabert.
La majeure partie de la rue est en souterrain sous l'esplanade des Invalides.
Le quartier est desservi par les lignes 8 et 13 à la station Invalides. La gare des Invalides de la ligne C se situe à son extrémité Est.

## Origine du nom

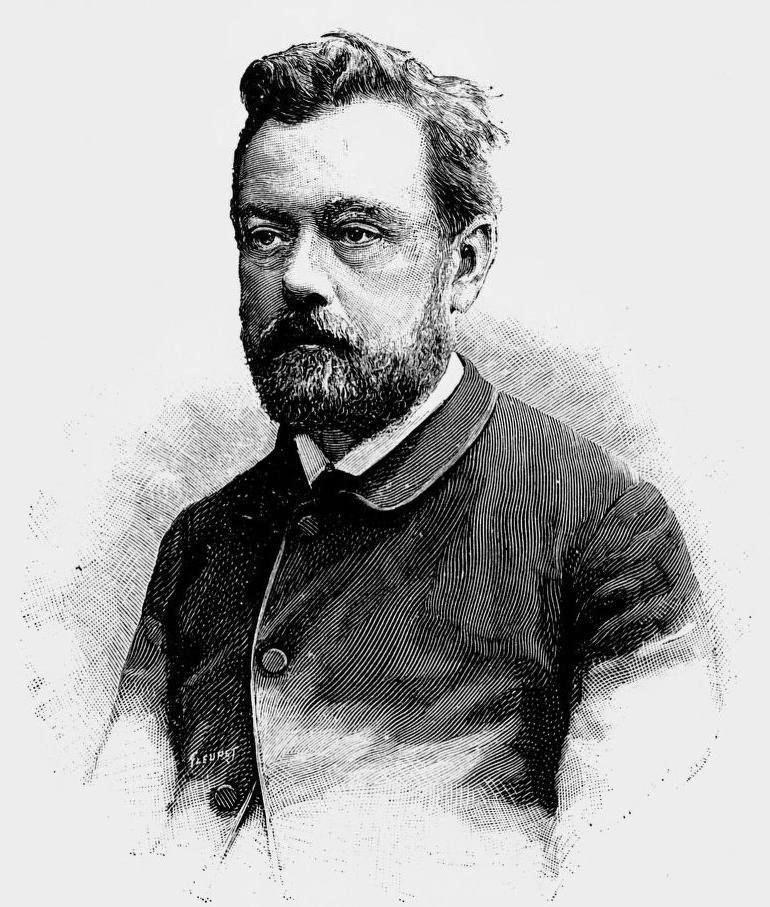
Paul Lerolle.

Elle a été nommée en hommage à Paul Lerolle (1846-1912) et son fils Jean Lerolle (1873-1962), hommes politiques de la fin du XIXe siècle et du début du XXe siècle.

## Historique
Cette voie est ouverte sous sa dénomination actuelle par un arrêté municipal du 8 mars 1990.
En 2022, la Fondation Alberto et Annette Giacometti annonce l'ouverture à l'horizon 2026 d'un musée-école dans l'ancien aérogare des Invalides. Le projet prend aussi en compte la rue Paul-et-Jean-Lerolle.

## Bâtiments remarquables et lieux de mémoire
- Commissariat du 7e arrondissement[1].
- Gymnase des Invalides[1].
- Restaurant Chez Françoise de l'aérogare des Invalides[1].
- Restaurant du personnel du ministère de l'Europe et des Affaires étrangères voisin.